# Linia kolejowa Bad Freienwalde Klbf. – Cedynia
Linia kolejowa Bad Freienwalde Klbf. – Cedynia – zlikwidowana normalnotorowa linia kolejowa łącząca stację Bad Freienwalde Klbf. ze stacją Cedynia. Przed II wojną światową linia w całości położona była na terenie III Rzeszy. Po wojnie rozdzielona nową granicą pomiędzy Polską i Niemcami.

## Historia
Linia została otwarta 30 października 1930 roku. Linia była jednotorowa o rozstawie szyn wynoszącym 1435 mm. Podczas działań wojennych nieprzejezdny stał się odcinek Bad Freienwalde Klbf. – Stary Kostrzynek, a następnie tory zostały rozebrane od stacji Hohenwutzen do stacji Cedynia. W roku 1950 nastąpiło uruchomienie niemieckiego odcinka linii: Bad Freienwalde Klbf. - Hohenwutzen, jednak już w 1965 i 1966 roku zawieszono na niej ruch pasażerski, a następnie towarowy. W roku 1967 odcinek ten rozebrano.